# Lazy Mountain
Lazy Mountain és una concentració de població designada pel cens dels Estats Units a l'estat d'Alaska. Segons el cens del 2000 tenia 1.158 habitants.

## Demografia
Segons el cens del 2000, Lazy Mountain tenia 1.158 habitants, 410 habitatges, i 303 famílies La densitat de població era de 12,6 habitants/km².
Dels 410 habitatges en un 40,7% hi vivien nens de menys de 18 anys, en un 63,7% hi vivien parelles casades, en un 6,6% dones solteres, i en un 25,9% no eren unitats familiars. En el 20,2% dels habitatges hi vivien persones soles el 5,6% de les quals corresponia a persones de 65 anys o més que vivien soles. El nombre mitjà de persones vivint en cada habitatge era de 2,82 i el nombre mitjà de persones que vivien en cada família era de 3,3.
Per edats la població es repartia de la següent manera: un 31,6% tenia menys de 18 anys, un 5,7% entre 18 i 24, un 27,9% entre 25 i 44, un 28,2% de 45 a 60 i un 6,6% 65 anys o més.
L'edat mediana era de 36 anys. Per cada 100 dones hi havia 114,4 homes. Per cada 100 dones de 18 o més anys hi havia 111,2 homes.
La renda mediana per habitatge era de 46.500 $ i la renda mediana per família de 54.881 $. Els homes tenien una renda mediana de 37.179 $ mentre que les dones 28.889 $. La renda per capita de la població era de 22.789 $. Aproximadament el 3,3% de les famílies i el 7,8% de la població estaven per davall del llindar de pobresa.

## Poblacions més properes
El següent diagrama mostra les poblacions més properes.